# Miami (Arizona)
Miami es un pueblo ubicado en el condado de Gila en el estado estadounidense de Arizona. En el Censo de 2010 tenía una población de 1837 habitantes y una densidad poblacional de 805,07 personas por km².

## Geografía
Miami se encuentra ubicado en las coordenadas 33°23′42″N 110°52′20″O / 33.39500, -110.87222. Según la Oficina del Censo de los Estados Unidos, Miami tiene una superficie total de 2.28 km², de la cual 2.28 km² corresponden a tierra firme y (0%) 0 km² es agua.

## Demografía
Según el censo de 2010, había 1837 personas residiendo en Miami. La densidad de población era de 805,07 hab./km². De los 1837 habitantes, Miami estaba compuesto por el 73.65% blancos, el 0.27% eran afroamericanos, el 2.29% eran amerindios, el 0.16% eran asiáticos, el 0% eran isleños del Pacífico, el 20.63% eran de otras razas y el 2.99% pertenecían a dos o más razas. Del total de la población el 56.02% eran hispanos o latinos de cualquier raza.